# اعتراف‌های یک ابرقهرمان
اعتراف‌های یک ابرقهرمان (انگلیسی: Confessions of a Superhero) فیلمی در ژانر مستند و ابرقهرمانی است که در سال ۲۰۰۷ منتشر شد.
«اعترافات یک ابرقهرمان» زندگی چهار مرد و زن فانی را روایت می‌کند که به عنوان شخصیت در پیاده‌روهای بلوار هالیوود کار می‌کنند. این مستند بلند، جذابیت، وسواس، و جذابیت شهرت را از نگاه این افراد بسیار منحصربه‌فرد که برای ساختن آن در تینسلتاون تلاش می‌کنند، بررسی می‌کند